# Jeanson James Ancheta
Jeanson James Ancheta, ameriški heker, * 10. avgust 1985.
Je prvi heker, ki ga je obtožnica bremenila nadzorovanja večjega števila računalnikov ali botnetov. Leta 2004 je namreč s črvom – zlonamernim programom – prevzel nadzor nad približno 500.000 računalniki, med katerimi je bilo tudi nekaj strežnikov ameriške vojske, in jih uporabil za napadanje več spletnih strani.

## Biografija
Jeanson James Ancheta se je rodil 10. avgusta 1985. Do leta 2001 je obiskoval eno izmed srednjih šol v predmestju Los Angelesa v Kaliforniji, Srednjo šolo Downey, kasneje pa se je vpisal v alternativni program za dijake z akademskimi oziroma vedenjskimi težavam in pridobil potrdilo, ki je enakovredno srednješolski izobrazi. Nekaj časa je bil zaposlen v internetni kavarni, želel pa se je pridružiti tudi vojnim rezervistom. Svetu je postal najbolj znan po tem, da je bil odgovoren za približno 500.000 napadov na številne vladne, državne in gospodarske organizacije. 
Junija leta 2004 pa je začel proučevati in razvijati botnete – mrežo računalnikov, okuženo z boti, ki se uporabljajo za nadzor ali napad na računalniške sisteme, in izdelal rxbot – računalniški črv ter zlonamerne računalniške kode, ki so se hitro razširile po spletu, z njimi pa okužil na tisoče računalnikov. Ustanovil je tudi podjetje »Botz-4-sale« na zasebnem internetnem klepetu in od junija do septembra 2004 zaslužil približno 3.000 ameriških dolarjev preko 30ih prodaj botov. Do konca leta je ustanovil še eno podjetje in začel sodelovati z dvema podjetjema – LoudCash of Bellevue, Washington in GammaCash Entertainment of Montreal, ki se ukvarjata z internetnim trženjem in distribucijo naročniških oglasov. Večino časa je delal od doma, zaposlil pa je tudi pomočnika, mladoletnika z vzdevkom »SoBe«, katerega je naučil, kako razširiti okužbe na računalnikih in kako upravljati z namestitvijo adwarea - oglasne programske opreme, ki se uporabniku prikazuje kot nezaželeni oglasi. V šestih mesecih sta skupno zaslužila skoraj 60.000 dolarjev, ki sta jih »ukradla« tržnima podjetjema.

## Sodni proces
Ancheto so pridržali 5. novembra 2005, obtožnica pa ga je bremenila vdiranja v zaščitene računalnike, prevar, povzročanja namerne škode na teh  računalnikih in pranja denarja. V prvi točki obtožnice je navedeno, da je Ancheta ustvaril, spreminjal in razširjal trojanskega konja "rxbot", s pomočjo katerega je ustvaril botnete in preko njih dobival in nadziral informacije od programa Internet Relay Chat (IRC). V drugi točki je navedeno, da je poskrbel za prenos adwarov na računalnike, ki so že bili del botnetov; okužene računalnike je usmeril do računalniških strežnikov, ki jih je imel pod nadzorom in preko njih poskrbel, da so si žrtve naložile adware na svoje računalnike. 
Sodili so mu na Okrožnem sodišču Združenih držav v Los Angelesu. Ancheta je bil obtožen zarote, poskusnega prenosa kode v zaščitene računalnike, poskusnega prenosa kode v vladni računalnik, dostopa do zaščitenega računalnika za namen prevare in pranja denarja. 17. člen obtožnice zahteva odvzem 60.000 dolarjev v gotovini, avtomobila (BMW), računalniške opreme in sredstev, ki jih je uporabljal za nezakonite dejavnosti.
9. maja se je Ancheta zagovarjal za štiri kazniva dejanja kršitve Zakonika ZDA, goljufije, vdiranja v računalnike, povzročanja namerne škode na teh računalnikih in bil spoznan za krivega. Za kazen je moral odslužiti 57-mesečno zaporno kazen, vrniti 60.000 dolarjev in prav tako plačati 15.000 dolarjev ameriški zvezni vladi kot vračilo za škodo, ki jo je storil računalniškim sistemom v letalskem oporišču China Lake in Agenciji za obrambne informacijske vire. Vlada je zasegla tudi nekatera sredstva, vključno z  BMW-jem – letnik 1993, in računalniškimi deli.